# Brunvillers-la-Motte
Brunvillers-la-Motte is een gemeente in het Franse departement Oise (regio Hauts-de-France) en telt 337 inwoners (1999). De plaats maakt deel uit van het arrondissement Clermont.

## Geografie
De oppervlakte van Brunvillers-la-Motte bedraagt 6,5 km², de bevolkingsdichtheid is 51,8 inwoners per km².
De onderstaande kaart toont de ligging van Brunvillers-la-Motte met de belangrijkste infrastructuur en aangrenzende gemeenten.

## Demografie
Onderstaande figuur toont het verloop van het inwonertal (bron: INSEE-tellingen).